# María Martín (actriz)
María Martín Vargas (Marbella, Málaga, 14 de julio de 1923-Barcelona, 10 de junio de 2014) fue una actriz española de cine y televisión. De ascendencia sueca y residente en México durante años, era también acreditada como Mery Martin en los comienzos de su carrera.
Después de hacer su debut cinematográfico en España en 1943, apareció en alrededor de ochenta películas y en varias novelas para la televisión mexicana hasta su retiro a mediados de la década de 1990. Su trayectoria incluye las películas Alba de América (1951) y Bilbao (1978).

## Filmografía parcial
- Cristina Guzmán (1943), de Gonzalo Delgrás.
- Dora, la espía (1943), de Raffaello Matarazzo.
- Una sombra en la ventana (1944), de Ignacio F. Iquino.
- Los últimos de Filipinas (1945).
- El obstáculo (1945), de Ignacio F. Iquino.
- Reina santa (1947), de Rafael Gil.
- Serenata española (1947), de Juan de Orduña.
- Noche sin cielo (1947), de Ignacio F. Iquino.
- En un rincón de España (1949), de Jerónimo Mihura Santos.
- Alba de América (1951), de Juan de Orduña.
- Crimen en el entreacto (1954), de Cayetano Luca de Tena.
- Alta costura (1954), de Luis Marquina.
- El Ceniciento (1955), de Juan Lladó. Con Marujita Díaz y Miguel Gila
- Pasaje a Venezuela (1957), de Rafael J. Salvia.
- Los ángeles del volante (1957), de Ignacio F. Iquino.
- Cuidado con las personas formales (1961) de Agustín Navarro
- Los despiadados (1967), de Sergio Corbucci.
- ¿Quién grita venganza? (1968), de Rafael Romero Marchent
- Historia de una traición (1971), de José Antonio Nieves Conde.
- Un Colt por cuatro cirios. (1971), de Ignacio F. Iquino.
- El honorable señor Valdez (Telenovela) (1973), de Valentín Pimstein.
- Los que ayudan a Dios (Telenovela) (1973), de Valentín Pimstein.
- Bilbao (1978), de Bigas Luna.
- Elisa (Telenovela) (1979), de Irene Sabido.
- Parecido al amor (1979), de José Morris.
- La mujer del ministro (1981), de Eloy de la Iglesia.
- Principessa (Telenovela) (1984), de Valentín Pimstein.
- Vivir un poco (Telenovela) (1985), de Valentín Pimstein.
- Rosa salvaje (Telenovela) (1987), de Valentín Pimstein.
- Huevos de oro (1993), de Bigas Luna.